# Річард Джонс
 Річард Джонс (англ. Richard Jones; 1790 — 26 січня 1855) — англійський економіст, який піддав критиці теоретичні погляди Давида Рікардо і Томаса Мальтуса стосовно економічної орендної плати та населення.

## Біографія
Річард Джонс народився 1790 року в Танбрідж Уелз, Англія. В 1812 році вступив до коледжу Гонвілл при Кембридзькому університеті. Здобув ступінь магістра в 1819 році. У Кембриджі він подружився з Вільямом Вівеллом, філософом і істориком науки, і Джоном Гершелем, астрономом і теж істориком науки; існує ряд доказів, що ці троє планували воскресити метод «дивись і побачиш» індуктивної науки Бекона як противагу дедуктивного підходу утилітаризму Бентама. 
У 1818 році прийняв духовний сан і служив священником у 1819—1822 роках в Суссексі, а в 1822—1833 роках в Кенті, де в 1823 році одружився з Шарлоттою Алтрі. Після служби священником, Джонс повернувся до вивчення економіки, опублікувавши свою першу і єдину повністю завершену роботу в 1831 р. під заголовком «Нарис про розподіл багатства і про джерела оподаткування, том 1, Рента» (An Essay on the Distribution of Wealth and on the Sources of Taxation, vol. 1, Rent). 
У 1833—1835 роках викладав в Кінгс-коледжі в Лондоні. У 1834 році стояв біля джерел Королівського статистичного товариства. З 1835 року до кінця життя, змінивши Томаса Мальтуса на посаді професора політичної економії, викладав в коледжі Хейлібері, відкритому Ост-індською компанією. В кінці 1840-х він був членом англійської комісії тайт по фінансовій реформі Англіканської церкви й, можливо, доклав руку до написання підсумкового звіту. Річард Джонс помер 26 (20) січня 1855 року в Хартфордскій Пустці.

## Робота
З перших сторінок «Нарису» і з його «Літературної спадщини» ясно, що Джонс бачив себе як реорганізаторам всієї економічної науки історичним і еволюційними напрямками, як творця того, що він називав «Політичною економією держав», дослідника структури національних економічних систем у зв'язку з мінливими формами відносин власності та громадських інститутів. Насправді ж він виявився не в змозі поширити свою амбітну програму далі області теорії ренти. 
Заперечуючи метод Рікардо, який засновував теорію ренти на панівній в Британії системі землекористування і потім надавав подібного обмеженому баченню універсальну застосовність, Джонс почав з докладною класифікацією ренти в різних частинах світу і в різні історичні періоди з точки зору того, хто володів землею, хто працював на землі і як продукція ділилася між власником і тимчасовим власником. 
Трудомісткий опис ренти в Стародавній Греції й Римі, ренти індійських селян, ренти селян, що мають власний котедж в Ірландії, кріпак ренти в Східній Європі й селянської ренти в Центральній Європі займає добрих три чверті тому, після чого йде аналіз фермерської ренти в Англії, на насправді не дуже відрізняється від аналізу ренти у Рікардо. Протягом всієї книги він проявляє разюче небажання до узагальнення, заперечуючи навіть, що теорія народонаселення Мальтуса, якої він дотримувався, дає якийсь передбачуваний зв'язок між змінами заробітної плати та змінами в населенні.
У 1831 Джонс видав своє «Есе по Розподілу Багатства і на Джерелах Оподаткування», його основної роботи. У ньому він показав себе як ретельного критика системи Ricardian. Метод Джонса індуктивний; його укладення засновані на широкому спостереженні за сучасними фактами, яким допомагає дослідження історії. Світ, який він стверджував, що вивчив, що не був уявним світом, що населяють абстрактними «економічними чоловіками», але реальним світом з різними формами, які власність і культивування землі, і, в цілому, умови виробництва і розподілу, приймають в різний час і місця. Його визнання таких різних систем життя в спільнотах, що займають різні стадії в прогресі цивілізації, призвело до його пропозиції того, що він назвав «політичною економією країн». Це було протестом проти практики взяття виняткової держави фактів, яке існує і дійсно тільки частково зрозуміле в невеликому куті нашої планети як уявлення однорідного типу людських суспільств і ігнорування ефектів ранньої історії та спеціального розвитку будь-якого суспільства як вплив на його економічні явища. 
Джон Стюарт Мілль кілька разів цитував Джонса у своїх «Принципах політичної економії» (Principals of Political Economy, 1848), і це не дивлячись на той факт, що протекціонізм Джонса і його глибоку відразу до всього, що натякало на контроль над народжуваністю, повинні були дратувати Мілля. Маркс теж хвалив Джонса як попередника своєю власною економічною інтерпретацією історії. Проте, книга Джонса була забута і навіть пізніші прихильники історичної економічної теорії в Англії, такі як Кліфф Леслі, Торольд Роджерс і Волтер Беджгот, чи коли-небудь посилалися на Джонса. Тільки в нинішній час йому вдалося отримати щось на зразок запізнілого визнання.

## Головні публікації
- Есе з розподілу багатства і на джерелах оподаткування. Лондон, Джона Мюррея, 1831 р. Перевиданий, Kessinger (2008 р.). ISBN 1-4370-0017-7
- Вступна лекція з політичної економії, Лондону, Джону Мюррею, 1833 р.
- Зауваження до урядового рахунку для заміни десятини (1836 р.)
- Зауваження до Способу, яким Десятина Повинна бути Оцінена до Рівня Бідних, Відповідно до Наявного законодавства: З Протестом Проти Зміни, яка буде Викликана в тому Законі Біллом Інтродуседом У Палату громад паном Шоу Лефевром (1838 р.)
- Літературний залишається, складаючись з лекцій і трактатів на політичній економії покійного преподобного Річарда Джонса, редактора Вільяма Вюелла. Лондон: Джон Мюррей, 1859 р.
- Літературний залишається, складаючись з лекцій і трактатів на політичній економії (1859 р.).